# Ulrich Walker
Ulrich Walker (o Johann Ulrich Walker; Sempach, circa 1360 – Lucerna, 30 novembre 1427) è stato un politico e militare svizzero.
Scoltetto e balivo di origine lucernese, partecipò al comando dell'esercito confederato nella battaglia di Arbedo.

## Biografia
Johann Walker nacque a Sempach circa nel 1360 e lì visse fino al 1395, conducendo una vita prevalentemente dedita alla pesca e al commercio. Nel 1386 partecipò alla guerra di Sempach ma non si ebbero altre notizie riguardanti la sua vita nella piccola cittadina svizzera.
Dal 1395 si stabilì nella città di Lucerna, dove occupò diverse cariche politiche. Difatti fu membro del Gran Consiglio, del Piccolo Consiglio e anche Giudice del Consiglio. Ricoprì inoltre la carica di Amman tre il 1412 e il 1413 e fu anche scoltetto  della città di Lucerna per cinque volte (1411, 1413, 1415, 1417, 1422). Venne inoltre scelto quale balivo di numerosi luoghi, tra i quali si possono annoverare Rothenburg e Entlebuch. Oltre a ciò ricopri altre numerose cariche a livello confederale, ma anche a livello "internazionale". Nel 1422 arrivò un momento di svolta per la sua vita, infatti come scoltetto di Lucerna guidò le truppe cittadine nella battaglia di Arbedo (1422) dove riportò una pesante sconfitta, che lo portò a rinunciare alle sue cariche pubbliche a livello confederale.